# Dobieżyn
Dobieżyn is een plaats in het Poolse district  Poznański, woiwodschap Groot-Polen. De plaats maakt deel uit van de gemeente Buk en telt 1100 inwoners.